# أبنر كلوف
أبنر كلوف (بالإنجليزية: Abner Clough)‏ هو فلاح نيوزيلندي، ولد في 13 سبتمبر 1840، وتوفي في 22 أبريل 1910.